# Orquesta de la Gewandhaus de Leipzig
La Orquesta del Gewandhaus de Leipzig (en alemán: Gewandhausorchester) es una orquesta sinfónica con sede en Leipzig, Alemania. Se llama así por el auditorio de conciertos que es su residencia, el Gewandhaus («Casa de prendas»). Es una de las orquestas más famosas del mundo y cuenta hoy en día con 175 músicos profesionales.

## Historia
Los conciertos en Leipzig datan de inicios del siglo XVIII. Es la orquesta más antigua de Alemania nacida de la burguesía, no de la corte de un rey. Desde 1781 lleva su nombre actual, cuando se mudó al reconstruido Gewandhaus, el recinto ferial para los comerciantes de telas. 
La orquesta, desde 1743 llamada El Nuevo Concierto (Das Neue Concert), tocaba primero en distintos lugares. En 1780-1781 se adecuó una sala de conciertos por primera vez en el Gewandhaus, la cual se volvió a remodelar en 1782. De esta manera la orquesta adquirió su primer teatro. En 1884 la orquesta se mudó nuevamente al Neues Gewandhaus entre las calles Beethoven y Mozart. La nueva sala de conciertos tenía una acústica maravillosa y se hizo rápidamente famosa, tanto es así, que en la ciudad de Boston se construyó una réplica de la Neues Gewandhaus. A principios del siglo XIX, Felix Mendelssohn fue el kapellmeister.
Durante la Segunda Guerra Mundial, en el bombardeo que sufrió la ciudad en 1943, la sala se quemó totalmente y tan sólo los instrumentos, guardados en el sótano, pudieron salvarse. Aunque la fachada quedó intacta, el edificio se demolió lamentablemente por completo durante el régimen comunista. 
Después de la guerra, de 1945 a 1984, la orquesta tan sólo fue invitada en diferentes salas de conciertos y en Leipzig actuaba en el Kongresshalle de la Pfaffendorferstraße, un recinto ferial poco apto para presentaciones musicales. En ese año fue inaugurado el nuevo Gewandhaus en el Augustusplatz. El edificio actual fue construido por los arquitectos Rudolf Skoda, Eberhard Göschel, Volker Sieg y Winfried Sziegolei. La construcción de la nueva sala de conciertos se debe más que nada al impulso dado por el director de la orquesta de ese entonces, Kurt Masur, quien logró convencer a la cúpula política de la República Democrática Alemana de la necesidad de una sala de conciertos acorde con la fama de la orquesta. 
Entre sus principales directores de orquesta se cuentan Arthur Nikisch, Wilhelm Furtwängler, Bruno Walter, Václav Neumann, y entre 1970 y 1996 Kurt Masur. En 1998, Herbert Blomstedt tomó el puesto hasta 2005 y ha sido sucedido por Riccardo Chailly. A partir de la temporada 2017-18 el nuevo Kapellmeister será el director letón Andris Nelsons.

## Directores
- Christian August Pohlenz (1781–1785)
- Johann Philipp Christoph Schulz (1785–1810)
- Johann Gottfried Schicht (1810–1827)
- Johann Adam Hiller (1827–1835)
- Felix Mendelssohn (1835–1847)
- Julius Rietz (1847–1854)
- Carl Reinecke (1860–1895)
- Arthur Nikisch (1895–1922)
- Wilhelm Furtwängler (1922–1928)
- Bruno Walter (1929–1933)
- Hermann Abendroth (1934–1945)
- Herbert Albert (1946–1949)
- Franz Konwitschny (1949–1962)
- Václav Neumann (1964–1968)
- Kurt Masur (1970–1996)
- Herbert Blomstedt (1998–2005)
- Riccardo Chailly (2005–2016)
- Andris Nelsons (2017–)

## Discografía selecta
- Bach: Conciertos de Brandeburgo n.º 1-6 (en vivo, Lipsia, 22-23.11.2007). Con Chailly, GOL, 2007 (Decca).
- Bach: Conciertos para clave BWV 1052-1056. Con Bahrami; Chailly; GOL, 2010 (Decca).
- Bach: Conciertos para clave BWV 1052-1056 + Bonus CD. Con Bahrami; Chailly; GOL, 2009; 2010 (Decca).
- Bach: Oratorio de Navidad. Con Biller; GOL; Schlick; Pregardien, 1998 (Philips).
- Bach: Oratorio de Navidad (en vivo, Gewandhaus Lipsia, 2010). Con Chailly, GOL; Coro Camera Dresda (Decca).
- Bach: Pasión según San Mateo. Con Chailly, GOL, 2009 (Decca).
- Beethoven: Conciertos para piano n.º 1 & 3. Con Oppitz; Gewandhausorchester Leipzig, 1994 (BMG).
- Beethoven: Conciertos para piano n.º 4 & 5. Con Oppitz; Gewandhausorchester Leipzig, 1996 (BMG, RCA).
- Beethoven: Concierto para piano n.º 5 "Emperador". Con Freire; Chailly; GOL, 2014 (Decca).
- Beethoven: Triple concierto; Fantasía op. 80; Coriolano; Egmont. Con Beaux Arts; Masur; GOL (Decca).
- Beethoven: Sinfonías n.º 1-9; Oberturas. Con Chailly, GOL (live), 2011 (Decca).
- Beethoven: Sinfonías n.º 1-9; Oberturas; Triple concierto; Fantasía coral; Concierto para violín. Con Masur; GOL, 1974; 1993 (Decca).
- Beethoven: Fidelio. Con Masur; Gewandhausorchester Leipzig; Siegfried Jerusalem, 1981 (BMG).
- Brahms: Conciertos para piano n.º 1 & 2. Con Freire; Chailly; GOL, 2006 (Decca).
- Brahms: Concierto para violín; Concierto para violín y violonchelo. Con Repin; Mork; Chailly; GOL, 2008 (Deutsche Grammophon)
- Brahms: Serenatas n.º 1 & 2. Con Chailly, GOL, 2014 (Decca).
- Brahms: Sinfonías n.º 1 & 3. Con Chailly, GOL, 2012 (Decca).
- Brahms: Sinfonías n.º 2 & 4. Con Chailly, GOL, 2012 (Decca).
- Brahms: Sinfonías n.º 1-4; Oberturas; Var. Haydn;  Fantasía op. 116; Intermezzi op. 117. Con Chailly, GOL, 2012; 2013 (Decca).
- Bruch: Concierto para violín. Con Accardo; Masur; GOL (Philips).
- Bruch: Sinfonías n.º 1-3; Romanze. Con Accardo; Masur; GOL, 1977; 1988 (Philips).
- Bruch & Mendelssohn: Conciertos para violín. Con Gewandhausorchester Leipzig; Maxim Vengerov, 1993 (Teldec).
- Gershwin: Rhapsody in Blue; Concierto en fa mayor; Catfish Row; Rialto Ripples. Con Bollani; Chailly; GOL, 2010 (Decca).
- Liszt: Les Préludes, Mephisto-Walzer, Orpheus, Mazeppa. Con Eberhard Geiger; Gewandhausorchester Leipzig; Masur, 1993 (EMI; Warner).
- Liszt: Obras para piano y orquesta. Con David Mottley; Gewandhausorchester Leipzig; Masur; Michel Béroff; Robert MacLeod, 1990 (EMI; Warner).
- Mendelssohn: Conciertos para piano n.º 1 & 2; Var. sérieuse. Con Thibaudet; Blomstedt; GOL, 1997 (Decca).
- Mendelssohn: Conciertos para piano n.º 1 & 2. Con Capriccio brillant. Con Cyprien Katsaris; Gewandhausorchester Leipzig; Masur, 1999 (Teldec).
- Mendelssohn: El sueño de una noche de verano; Sinfonía n.º 2 "Lobgesang". Con Chailly, GOL (en vivo, 02.09.2005) (Decca).
- Mendelssohn: Concierto para piano n.º 3; Sinfonía n.º 3 (vers. 1842); Las Hébridas (vers. 1830). Con Prosseda; Chailly; GOL, 2009 (Decca).
- Mendelssohn: El sueño de una noche de verano; Conciertos para piano n.º 1 & 2; Ruy Blas (vers. 1839). Con Chailly, GOL; Ashkar, 2013 (Decca).
- Mendelssohn: Sinfonía n.º 2 "Himno de alabanza". Con Barbara Bonney; Gewandhausorchester Leipzig; Masur; Leipzig Radio Chorus; Michael Schönheit, 1994 (Teldec).
- Mendelssohn: Sinfonías n.º 3 & 4. Con Gewandhausorchester Leipzig; Masur, 1988 (Teldec).
- Mendelssohn & Bruch: Concierto para violín; Concierto para violín n.º 1; Romance para viola. Con Jansen; Chailly; GOL, 2006 (Decca).
- Prokófiev: Alexander Nevsky; Suite escita. Con Gewandhausorchester Leipzig; Masur, 1991 (Teldec).
- Prokófiev: Conciertos para piano. Con Gewandhausorchester Leipzig; Masur; Béroff; Portal; Cuarteto Parrenin, 1988 (EMI; Warner).
- Schumann: Sinfonías n.º 1-4 (arreglos de Mahler). Con Chailly, GOL, 2006; 2007 (Decca).
- Strauss, R.: Vier letzte Lieder; Lieder. Con Norman; Masur; GOL, 1982 (Philips).
- Chaikovski: Sinfonía Manfredo Op. 58. Con Gewandhausorchester Leipzig; Masur, 1992 (Teldec).
- Chaikovski: Sinfonía n.º 5. Con Gewandhausorchester Leipzig; Masur, 1988 (Teldec).
- Chaikovski: Sinfonía n.º 6 "Pathétique". Con Gewandhausorchester Leipzig; Masur, 1987 (Teldec).
- Weber: Conciertos para clarinete n.º 1 & 2. Con Gewandhausorchester Leipzig; Masur; Sharon Kam, 1996 (Teldec).
- Bollani Chailly, Sounds of the 30's. Ravel; Stravinsky; Weill; De Sabata, 2011 (Decca).